# فردیناندو ماریا پوجولی
فردیناندو ماریا پوجولی (ایتالیایی: Ferdinando Maria Poggioli؛ ‏ ۱۵ دسامبر ۱۸۹۷ – ۲ فوریهٔ ۱۹۴۵) فیلم‌نامه‌نویس، کارگردان فیلم، و تدوین‌گر اهل پادشاهی ایتالیا بود.
از فیلم‌هایی که وی در آن‌ها نقش داشته است، می‌توان به احساس مالکیت، خداحافظ جوانی و بله، مادام اشاره نمود.